# Doutor Severiano
Doutor Severiano este un oraș în Rio Grande do Norte (RN), Brazilia.